# Grupo de los 77

G-77 o Grupo de los 77. En marzo de 2015, el número de países es de 134

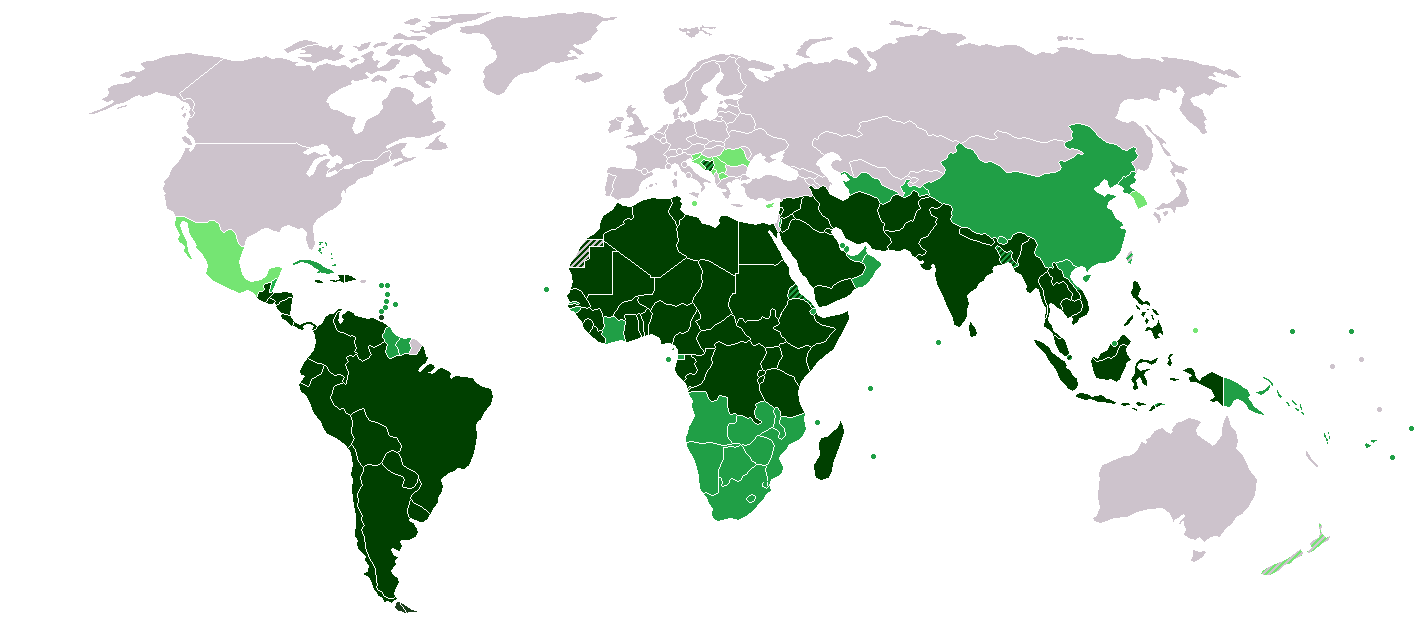
Países fundadores del G-77.
Los demás países miembros.
Antiguos miembros del grupo.

El G-77 o grupo de los 77 es un grupo de países en vías de desarrollo y subdesarrollados. En él se encuentran integrados los países del denominado "Sur Global". A octubre de 2023, el G-77 está conformado por 134 países miembros, incluyendo a China, que no se considera un miembro pleno.

## Historia
El G-77 fue creado el 15 de junio de 1964. Como su nombre indica, el grupo estuvo formado en principio por 77 países, aunque hoy el número de sus miembros asciende a 134. El G-77 realiza declaraciones conjuntas sobre temas específicos, y coordina un programa de cooperación en campos como el comercio, la industria, la alimentación, la agricultura, la energía, y también las materias primas, finanzas y asuntos monetarios.
En 1988, el grupo adoptó el acuerdo para un sistema global de preferencias comerciales entre países en vías de desarrollo, que contempla concesiones arancelarias, sobre todo un producto agrícola y manufactura. Todos los años el grupo celebra una reunión de ministros en Nueva York, y las decisiones adoptadas se trasmiten a las delegaciones regionales de Ginebra, París, Roma y Viena, tras lo cual se asignan actividades específicas a los comités de acción. La financiación del grupo depende de las aportaciones realizadas por sus miembros.
El 13 de enero de 2011, Argentina asumió la presidencia pro tempore del grupo en una ceremonia realizada en la ONU.
A principios de enero de 2014 el presidente Evo Morales asumió la presidencia pro tempore del G-77 quien convocó una cumbre por el 50.º aniversario del grupo, que se llevó a cabo en la ciudad de Santa Cruz de la Sierra entre el 14 y 15 de junio de 2014, con la participación, además, de China (G77+China).
En la 69.ª Asamblea General de la ONU se anunció la incorporación de Sudán del Sur al bloque y el nombramiento de Sudáfrica como país elegido para ejercer la presidencia pro tempore 2015.
A partir de 2015, seis países dejaron de ser parte del G-77: Micronesia, Mongolia, Mozambique, Namibia, Nepal, Nicaragua
Y estos países se incorporaron: Corea del Norte, Costa de Marfil, Costa Rica, Cuba, Dominica, República Dominicana, Ecuador, Egipto, Samoa, Santo Tomé y Príncipe, Senegal, Seychelles, Sierra Leona, Singapur, Siria, Somalia y México.

## Miembros
| Afganistán Angola Antigua y Barbuda Arabia Saudí Argelia Argentina Bahamas Bangladés Barbados Baréin Belice Benín Birmania Bután Bolivia Bosnia y Herzegovina Botsuana Brasil Brunéi Burkina Faso Burundi Cabo Verde Camboya Camerún Catar República Centroafricana Chad Chile República Popular China Colombia Comoras República del Congo República Democrática del Congo | Corea del Norte Costa de Marfil Costa Rica Cuba Dominica República Dominicana Ecuador Egipto El Salvador Emiratos Árabes Unidos Eritrea Etiopía Filipinas Fiyi Gabón Gambia Ghana Granada Guatemala Guinea Guinea-Bissau Guinea Ecuatorial Guyana Haití Honduras India Indonesia Irak Irán Jamaica Jordania Kenia Kuwait | Laos Lesoto Líbano Liberia Libia Madagascar Malasia Malaui Maldivas Malí Marruecos Islas Marshall Mauricio Mauritania Micronesia Mongolia Mozambique Namibia Nepal Nicaragua Níger Nigeria Omán Pakistán Palestina Panamá Papúa Nueva Guinea Paraguay Perú Ruanda Islas Salomón San Cristóbal y Nieves San Vicente y las Granadinas | Santa Lucía Samoa Santo Tomé y Príncipe Senegal Seychelles Sierra Leona Singapur Siria Somalia Sri Lanka Suazilandia Sudáfrica Sudán Sudán del Sur Surinam Tailandia Tanzania Tayikistán Timor Oriental Togo Tonga Trinidad y Tobago Túnez Turkmenistán Uganda Uruguay Vanuatu Venezuela Vietnam Yemen Yibuti Zambia Zimbabue |

## Presidencia
| - 1970-1971: India - 1971-1972: Perú - 1972-1973: Egipto - 1973-1974: Irán - 1974-1975: México - 1975-1976: Madagascar - 1976-1977: Pakistán - 1977-1978: Jamaica - 1978-1979: Túnez - 1979-1980: India - 1980-1981: Venezuela - 1981-1982: Argelia - 1982-1983: Bangladés - 1983-1984: México - 1984-1985: Egipto - 1985-1986: Yugoslavia | - 1987: Guatemala - 1988: Túnez - 1989: Malasia - 1990: Bolivia - 1991: Ghana - 1992: Pakistán - 1993: Colombia - 1994: Argelia - 1995: Filipinas - 1996: Costa Rica - 1997: Tanzania - 1998: Indonesia - 1999: Guyana - 2000: Nigeria - 2001: Irán - 2002: Venezuela | - 2003: Marruecos - 2004: Catar - 2005: Jamaica - 2006: Sudáfrica - 2007: Pakistán - 2008: Antigua y Barbuda - 2009: Sudán - 2010: Yemen - 2011: Argentina - 2012: Argelia - 2013: Fiyi - 2014: Bolivia - 2015: Sudáfrica - 2016: Tailandia - 2017: Ecuador - 2018: Egipto - 2019: Palestina - 2020: Guyana | - 2021: Guinea - 2022: Pakistán - 2023: Cuba - 2024: Uganda |